# Vincent Grass
Vincent Grass (9 de enero de 1949) es un actor belga. Ha aparecido en producciones europeas y estadounidenses, la primera siendo una producción belga, Siska Van Roosemaal en 1973. Grass hizo de Fiancé en Mama Dracula (1980) y del Doctor Cornelius en la película de 2008, The Chronicles of Narnia: Prince Caspian.

## Teatro
| Año  | Título                           | Autor           | Director         | Notas                         |
| ---- | -------------------------------- | --------------- | ---------------- | ----------------------------- |
| 1998 | Death of a Salesman              | Arthur Miller   | Régis Santon     | Monfort-Théâtre               |
| 2001 | Staline mélodie                  | David Pownall   | Régis Santon (2) | Monfort-Théâtre               |
| 2010 | Dernière Station avant le désert | Lanie Robertson | Georges Werler   | Petit-Saint-Martin            |
| 2014 | Don Juan                         | Molière         | Arnaud Denis     | Théâtre 14 Jean-Marie Serreau |

## Filmografía
| Año  | Título                                      | Personaje                   | Director                               | Observaciones                     |
| ---- | ------------------------------------------- | --------------------------- | -------------------------------------- | --------------------------------- |
| 1973 | Siska Van Roosemaal                         | François Deprez             | Dré Poppe                              | Película de televisión            |
| 1976 | Pallieter                                   |                             | Roland Verhavert                       |                                   |
| 1977 | Le mille-pattes fait des claquettes         |                             | Jean Girault                           |                                   |
| 1977 | Le loup blanc                               |                             | Jean-Pierre Decourt                    | Película de televisión            |
| 1978 | La filière                                  | Cyrille                     | Guy Lefranc                            | Miniserie de televisión           |
| 1978 | Le temps des as                             | Sagoud                      | Claude Boissol                         | Miniserie de televisión           |
| 1979 | Lady Oscar                                  | Un soldado insolente        | Jacques Demy                           |                                   |
| 1979 | La triple muerte del tercer personaje       |                             | Helvio Soto                            |                                   |
| 1979 | Commissaire Moulin                          | Propietario de gasolinera   | Claude Boissol                         | Serie de televisión (1 episodio)  |
| 1980 | Mama Dracula                                | Fiancé                      | Boris Szulzinger                       |                                   |
| 1980 | Les amours du mal-aimé                      | Albert                      | Marcel Camus                           | Película de televisión            |
| 1980 | Légitime défense                            | Marc                        | Claude Grinberg                        | Película de televisión            |
| 1981 | La provinciale                              |                             | Claude Goretta                         |                                   |
| 1981 | Anthelme Collet ou Le brigand gentillhomme  |                             | Jean-Paul Carrère                      | Miniserie de televisión           |
| 1981 | Cinéma 16                                   |                             | Liliane de Kermadec                    | Serie de televisión (1 episodio)  |
| 1981 | Commissaire Moulin                          | Inspector Gervoise          | Jean Kerchbron                         | Serie de televisión (1 episodio)  |
| 1982 | Enigma                                      | Soviet W                    | Jeannot Szwarc                         |                                   |
| 1982 | Smiley's People                             | Conductor de autobús        | Simon Langton                          | Miniserie de televisión           |
| 1983 | Traversées                                  | El policía inglés           | Mahmoud Ben Mahmoud                    |                                   |
| 1984 | Le fou du roi                               | Un belga                    | Yvan Chiffre                           |                                   |
| 1984 | Soldat Richter                              |                             | Jean Pignol                            | Película de televisión            |
| 1985 | Code Name: Emerald                          | Tracker                     | Jonathan Sanger                        |                                   |
| 1985 | Les colonnes du ciel                        | Jontains                    | Gabriel Axel                           | Miniserie de televisión           |
| 1986 | Crossings                                   | Schmidt                     | Karen Arthur                           | Miniserie de televisión           |
| 1987 | Carnaval                                    |                             | Ronny Coutteure                        |                                   |
| 1987 | Race for the Bomb                           | Hans Bethe                  | Jean-François Delassus & Allan Eastman | Miniserie de televisión           |
| 1987 | Série noire                                 | Policía                     | Daniel Duval                           | Serie de televisión (1 episodio)  |
| 1988 | Conspiración para matar a un cura           |                             | Agnieszka Holland                      |                                   |
| 1988 | King of the Olympics                        | Baillet-Latour              | Lee Philips                            | Película de televisión            |
| 1989 | Race for Glory                              | Alex Vogt                   | Rocky Lang                             |                                   |
| 1989 | Champagne Charlie                           |                             | Allan Eastman                          | Película de televisión            |
| 1989 | Tribunal                                    | Louis Algado                | Jean-Pierre Prévost                    | Serie de televisión (1 episodio)  |
| 1989 | Le masque                                   | Praslou                     | Marco Zerla                            | Serie de televisión (1 episodio)  |
| 1989 | The Hitchhiker                              | Oficial de policía          | Bruno Gantillon & Robin Davis          | TV Series (3 Episodes)            |
| 1990 | Uranus                                      | Ledieu                      | Claude Berri                           |                                   |
| 1990 | L'Autrichienne                              | Roussillon                  | Pierre Granier-Deferre                 |                                   |
| 1990 | The Radicals                                | Wolfgang Capito             | Raul V. Carrera                        |                                   |
| 1990 | Night of the Fox                            | Greiser                     | Charles Jarrott                        | Película de televisión            |
| 1990 | The Saint: The Big Bang                     | Voss                        | Paolo Barzman                          | Película de televisión            |
| 1990 | Counterstrike                               |                             | Michael Schock                         | Serie de televisión (1 episodio)  |
| 1991 | Merci la vie                                |                             | Bertrand Blier                         |                                   |
| 1991 | L'année de l'éveil                          | Profesor alemán             | Gérard Corbiau                         |                                   |
| 1991 | Memories of Midnight                        | Yves Renard                 | Gary Nelson                            | Película de televisión            |
| 1991 | Largo desolato                              |                             | Agnieszka Holland                      | Película de televisión            |
| 1992 | Je pense à vous                             |                             | Hermanos Dardenne                      |                                   |
| 1992 | Warburg: A Man of Influence                 | Walter Rathenau             | Moshé Mizrahi                          | Miniserie de televisión           |
| 1992 | The New Statesman                           | Claude Chagrin              | Graeme Harper                          | Serie de televisión (1 episodio)  |
| 1992 | Maigret                                     | El marinero                 | Serge Leroy                            | Serie de televisión (1 episodio)  |
| 1993 | The Hour of the Pig                         | Bailiff Labatier            | Leslie Megahey                         |                                   |
| 1993 | Pétain                                      | Mandel                      | Jean Marboeuf                          |                                   |
| 1994 | Grosse fatigue                              | El libertino                | Michel Blanc                           |                                   |
| 1994 | Les amoureux                                | Mr. Godfroy                 | Catherine Corsini                      |                                   |
| 1994 | Sharpe's Enemy                              | General Chaumier            | Tom Clegg                              | Película de televisión            |
| 1994 | Fall from Grace                             | Corporal                    | Waris Hussein                          | Película de televisión            |
| 1994 | Un crime de guerre                          | Ecklinger                   | Michel Wyn                             | Película de televisión            |
| 1995 | L'amour tagué                               | Berg                        | Bruno Carrière                         | Película de televisión            |
| 1995 | Charlotte et Léa                            | Desmarets                   | Jean-Claude Sussfeld                   | Película de televisión            |
| 1995 | Maigret                                     | Francis                     | Pierre Joassin                         | Serie se televisión (1 episodio)  |
| 1996 | Les enfants du mensonge                     | Max                         | Frédéric Krivine                       | Película de televisión            |
| 1996 | Le juge est une femme                       | Dragovic                    | Pierre Boutron                         | Serie de televisión (1 episodio)  |
| 1996 | Les mercredis de la vie                     | Raoul                       | Dominique Baron                        | Serie de televisión (1 episodio)  |
| 1996 | L'histoire du samedi                        |                             | Philippe Bensoussan                    | Serie de televisión (1 episodio)  |
| 1997 | Mi vida en rosa                             | Principal                   | Alain Berliner                         |                                   |
| 1997 | Meurtre à l'étage                           | Richard                     | Bruno Gantillon                        | Película de televisión            |
| 1997 | Julie Lescaut                               | Fred Pastor                 | Alain Wermus                           | Serie de televisión (1 episodio)  |
| 1997 | Maître Da Costa                             | Maximilien Todd             | Bob Swaim                              | Serie de televisión (1 episodio)  |
| 1997 | Quai n° 1                                   | Dewaele                     | André Buytaers                         | Serie de televisión (1 episodio)  |
| 1998 | La carte postale                            | The Undertaker              | Vivían Goffette                        | Cortometraje                      |
| 1998 | Hornblower: The Even Chance                 | Capitán Forget              | Andrew Grieve                          | Película de televisión            |
| 1998 | Interdit de vieillir                        | Maurice Fortier             | Dominique Tabuteau                     | Película de televisión            |
| 1998 | Pour mon fils                               | El doctor                   | Michaëla Watteaux                      | Película de televisión            |
| 1998 | Louise et les marchés                       | Jandier                     | Marc Rivière                           | Miniserie de televisión           |
| 1999 | Le frère Irlandais                          | André Billard               | Robin Davis                            | Película de televisión            |
| 1999 | Josephine, Guardian Angel                   | El cliente gordo            | Pierre Joassin                         | Serie de televisión (1 episodio)  |
| 2000 | Vatel                                       | Padre de Martin             | Roland Joffé                           |                                   |
| 2000 | La pasión del rey                           | Arzobispo de París          | Gérard Corbiau                         |                                   |
| 2000 | Le centre du monde                          | Jacques                     | Vivían Goffette                        | Cortometraje                      |
| 2000 | Une femme d'honneur                         | Maurice Quentin             | David Delrieux                         | Serie de televisión (1 episodio)  |
| 2001 | Fourplay                                    | Padre de Fiona              | Mike Binder                            |                                   |
| 2001 | Change moi ma vie                           | Cliente inválido            | Liria Bégéja                           |                                   |
| 2001 | Je peux dire une connerie?                  | Voz                         | Patrick Menais                         |                                   |
| 2001 | La baie de l'archange                       | El alcalde                  | David Delrieux                         | Película de televisión            |
| 2002 | Un petit Parisien                           | The grand father            | Sébastien Grall                        | Película de televisión            |
| 2002 | Napoléon                                    | Carlos IV de España         | Yves Simoneau                          | Miniserie de televisión           |
| 2003 | Le Mystère des sources du Nil               | Voz en off                  | Stéphane Bégoin                        | Documental                        |
| 2003 | Saint-Germain ou La négociation             | Chazal                      | Gérard Corbiau                         | Película de televisión            |
| 2004 | Las maletas de Tulse Luper                  | El padre de Mrs. Moitessier | Peter Greenaway                        |                                   |
| 2004 | Big Kiss                                    | Vandenhoot                  | Billy Zane                             |                                   |
| 2004 | Un Jean-Pierre ça peut tout faire           | Voz                         | Patrick Menais                         |                                   |
| 2005 | El imperio de los lobos                     | Marius                      | Chris Nahon                            |                                   |
| 2005 | Zim and Co.                                 | El profesor                 | Pierre Jolivet                         |                                   |
| 2005 | Palais royal !                              | M. Lamache                  | Valérie Lemercier                      |                                   |
| 2005 | Skattejakten                                | Curador                     | Thomas Kaiser                          | Serie de televisión (1 episodio)  |
| 2006 | Astérix y los vikingos                      | Abraracourcix               | Jesper Møller y Stefan Fjeldmark       |                                   |
| 2006 | Louis la brocante                           | Albert                      | Pierre Sisser                          | Serie de televisión (1 episodio)  |
| 2006 | David Nolande                               | Company cleaning boss       | Nicolas Cuche                          | Serie de televisión (1 episodio)  |
| 2007 | La lance de la destinée                     | El cura                     | Dennis Berry                           | Miniserie de televisión           |
| 2008 | Las crónicas de Narnia: el príncipe Caspian | Doctor Cornelius            | Andrew Adamson                         |                                   |
| 2008 | The Sea Wall                                | Padre Bart                  | Rithy Panh                             |                                   |
| 2008 | The Chronicles of Narnia: Prince Caspian    | Doctor Cornelius            | Andrew Adamson                         | Videojuego                        |
| 2009 | Machination                                 | El dentista                 | Arnaud Demanche                        | Cortometraje                      |
| 2009 | Wakfu                                       | Tolot / Mounu               | Anthony Roux, Fafah Togora, ...        | Serie de televisión (4 episodios) |
| 2011 | Braquo                                      | Breymaert                   | Philippe Haïm                          | Serie se televisión (1 episodio)  |
| 2012 | Ernest y Célestine                          | Policía jefe de los osos    | Stéphane Aubier, Vincent Patar, ...    |                                   |
| 2012 | Solus                                       | Eddy                        | Robin Bersot, Camille Dellerie, ...    | Cortometraje                      |
| 2012 | Deux flics sur les docks                    | Benoit Lebihan              | Edwin Baily                            | Serie de televisión (1 episodio)  |
| 2013 | Marina                                      | Chairman Ministry           | Stijn Coninx                           |                                   |
| 2013 | Santa's Apprentice                          | El Santa Claus victoriano   | Luc Vinciguerra                        |                                   |
| 2013 | Yam dam                                     |                             | Vivían Goffette                        |                                   |
| 2013 | L'Incroyable Marrec                         | Old Marrec                  | Régis Aillet, Alexandre Bass, ...      | Cortometraje                      |
| 2013 | Being Homer Simpson                         | Barman                      | Arnaud Demanche                        | Cortometraje                      |
| 2013 | Avis aux intéressés                         | Daniel                      | Cédric Romain                          | Cortometraje                      |
| 2013 | Pierrick                                    | El padre                    | Clément Abbey & Arthur Lecouturier     | Cortometraje                      |
| 2015 | Les gorilles                                | Instructor SPHP             | Tristan Aurouet                        |                                   |
| 2015 | Le Hobbit: Le Retour du Roi du Cantal       | Bofur                       | Léo Pons                               |                                   |
| 2015 | Rubato                                      | El músico                   | Félix Ferrand, Florian Magnin, ...     | Cortometraje                      |
| 2016 | Popsy                                       | Monsieur Sorcier            | Julien Homsy                           | Cortometraje                      |
| 2016 | Tutankhamun                                 | Sir Gaston Maspero          | Peter Webber                           | Miniserie de televisión           |
| 2016 | The Break                                   | Lucien Rabet                | Matthieu Donck                         | Serie de televisión (10 episodio) |
| 2017 | The Old Lady                                |                             | Samuel Miralles                        | Cortometraje                      |
| 2018 | Au poste!                                   | Daniel                      | Quentin Dupieux                        |                                   |
| 2018 | The Marcus Garvey Story                     | Calvin Coolidge             | Steven Anderson                        |                                   |
| 2018 | Joseph                                      | Joseph Vasanellis           | Jordan Anefalos                        | Cortometraje                      |

## Doblaje
| Año  | Título                                           | Papel                             | Actor                | Director                                    | Notas                             |
| ---- | ------------------------------------------------ | --------------------------------- | -------------------- | ------------------------------------------- | --------------------------------- |
| 1981 | Das Boot                                         | Ingeniero jefe                    | Klaus Wennemann      | Wolfgang Petersen                           |                                   |
| 1984 | Amadeus                                          | Giuseppe Bonno                    | Patrick Hines        | Miloš Forman                                |                                   |
| 1987 | Good Morning, Vietnam                            | Marty Lee Dreiwitz                | Robert Wuhl          | Barry Levinson                              |                                   |
| 1988 | La última tentación de Cristo                    | Andrés el apóstol                 | Gary Basaraba        | Martin Scorsese                             |                                   |
| 1988 | Cop                                              | Delbert 'Whitey' Haines           | Charles Haid         | James B. Harris                             |                                   |
| 1989 | Indiana Jones y la última cruzada                | Coronel Vogel                     | Michael Byrne        | Steven Spielberg                            |                                   |
| 1989 | Next of Kin                                      | Willy Simpson                     | Ted Levine           | John Irvin                                  |                                   |
| 1992 | Mi primo Vinny                                   | Sheriff Dean Farley               | Bruce McGill         | Jonathan Lynn                               |                                   |
| 1993 | Undercover Blues                                 | Sykes                             | Marshall Bell        | Herbert Ross                                |                                   |
| 1994 | Peligro inminente                                | Enrique Rojas                     | Patrick Bauchau      | Phillip Noyce                               |                                   |
| 1994 | On Deadly Ground                                 | Stone                             | R. Lee Ermey         | Steven Seagal                               |                                   |
| 1996 | Striptease                                       | Malcolm Moldowsky                 | Paul Guilfoyle       | Andrew Bergman                              |                                   |
| 1997 | Air Force One                                    | Lloyd Shepherd                    | Paul Guilfoyle (2)   | Wolfgang Petersen                           |                                   |
| 1999 | The Matrix                                       | Agente Smith                      | Hugo Weaving         | The Wachowskis                              |                                   |
| 1999 | The Insider                                      | Ron Motley                        | Bruce McGill (2)     | Michael Mann                                |                                   |
| 2000 | Harrison's Flowers                               | Samuel Brubeck                    | Alun Armstrong       | Élie Chouraqui                              |                                   |
| 2001 | El Señor de los Anillos: la Comunidad del Anillo | Gimli                             | John Rhys-Davies     | Peter Jackson                               |                                   |
| 2001 | Meet John Doe                                    | D.B. Norton                       | Edward Arnold        | Frank Capra                                 |                                   |
| 2002 | Harry Potter and the Chamber of Secrets          | Aragog                            | Julian Glover        | Chris Columbus                              |                                   |
| 2002 | El Señor de los Anillos: las dos torres          | Gimli / Treebeard                 | John Rhys-Davies (2) | Peter Jackson                               |                                   |
| 2003 | Willard                                          | Frank Martin                      | R. Lee Ermey (2)     | Glen Morgan                                 |                                   |
| 2003 | The Matrix Reloaded                              | Agent Smith                       | Hugo Weaving (2)     | The Wachowskis                              |                                   |
| 2003 | The Matrix Revolutions                           | Agent Smith                       | Hugo Weaving (3)     | The Wachowskis                              |                                   |
| 2003 | Matchstick Men                                   | Chuck Frechette                   | Bruce McGill (3)     | Ridley Scott                                |                                   |
| 2003 | The Texas Chainsaw Massacre                      | Sheriff Hoyt                      | R. Lee Ermey (3)     | Marcus Nispel                               |                                   |
| 2003 | El Señor de los Anillos: las dos torres          | Gimli / Treebeard                 | John Rhys-Davies (3) | Peter Jackson                               |                                   |
| 2003 | Saraband                                         | Henrik                            | Börje Ahlstedt       | Ingmar Bergman                              | TV Movie                          |
| 2003 | El Señor de los Anillos                          | Gimli                             | John Rhys-Davies (4) | Hudson Piehl                                | Videojuego                        |
| 2004 | Lemony Snicket's A Series of Unfortunate Events  | Mr. Poe                           | Timothy Spall        | Brad Silberling                             |                                   |
| 2005 | Maigret                                          | Jules Maigret                     | Bruno Cremer         | Charles Nemes                               | Serie de televisión (1 episodio)  |
| 2006 | The Texas Chainsaw Massacre: The Beginning       | Charlie Hewitt Jr. / Sheriff Hoyt | R. Lee Ermey (4)     | Jonathan Liebesman                          |                                   |
| 2006 | Behind Enemy Lines II: Axis of Evil              | General Norman T. Vance           | Bruce McGill (4)     | James Dodson                                |                                   |
| 2008 | Valkyrie                                         | Wilhelm Keitel                    | Kenneth Cranham      | Bryan Singer                                |                                   |
| 2008 | Appaloosa                                        | Phil Olson                        | Timothy Spall (2)    | Ed Harris                                   |                                   |
| 2008 | Mirrors                                          | Robert Esseker                    | Julian Glover (2)    | Alexandre Aja                               |                                   |
| 2009 | Män som hatar kvinnor                            | Nils Bjurman                      | Peter Andersson      | Niels Arden Oplev                           |                                   |
| 2009 | From Time to Time                                | Boggis                            | Timothy Spall (3)    | Julian Fellowes                             |                                   |
| 2009 | The Young Victoria                               | Duque de Wellington               | Julian Glover (3)    | Jean-Marc Vallée                            |                                   |
| 2009 | Assassin's Creed II                              | Emilio Barbarigo                  | Arthur Holden        | Patrice Désilets                            | Videojuego                        |
| 2010 | Made in Dagenham                                 | Monty Taylor                      | Kenneth Cranham (2)  | Nigel Cole                                  |                                   |
| 2010 | Alice in Wonderland                              | Bayard                            | Timothy Spall (4)    | Tim Burton                                  |                                   |
| 2011 | Rango                                            | Tortuga John                      | Ned Beatty           | Gore Verbinski                              |                                   |
| 2011 | Rampart                                          | Hartshorn                         | Ned Beatty (2)       | Oren Moverman                               |                                   |
| 2011 | The Lord of the Rings: War in the North          | Gimli                             | John Rhys-Davies (5) | Nathan Hendrickson                          | Videojuego                        |
| 2011 | Game of Thrones                                  | Robert Baratheon                  | Mark Addy            | Tim Van Patten, Brian Kirk & Daniel Minahan | Serie de televisión (7 episodios) |
| 2012 | Lincoln                                          | Edwin Stanton                     | Bruce McGill (5)     | Steven Spielberg                            |                                   |
| 2012 | Lego The Lord of the Rings                       | Gimli                             | John Rhys-Davies (6) | James McLoughlin & Dan McCreadie            | Video Game                        |
| 2012 | Hatfields & McCoys                               | Jim Vance                         | Tom Berenger         | Kevin Reynolds                              | Miniserie de televisión           |
| 2013 | The Love Punch                                   | Jerry                             | Timothy Spall (5)    | Joel Hopkins                                |                                   |
| 2014 | Bad Country                                      | Lutin Adams                       | Tom Berenger (2)     | Chris Brinker                               |                                   |
| 2014 | Maleficent                                       | King Henry                        | Kenneth Cranham (3)  | Robert Stromberg                            |                                   |
| 2014 | Reach Me                                         | Teddy Raymonds                    | Tom Berenger (3)     | John Herzfeld                               |                                   |
| 2014 | Watch Dogs                                       | Mayor Donovan Rushmore            | Michel Perron        | Jonathan Morin & Kun Chang                  | Videojuego                        |
| 2016 | Alice Through the Looking Glass                  | Bayard                            | Timothy Spall (6)    | James Bobin                                 |                                   |
| 2016 | Final Fantasy XV                                 | Emperador Iedolas Aldercapt       | Shōzō Iizuka         | Hajime Tabata & Tetsuya Nomura              | Videojuego                        |